# Rickard Sandler
Rickard Johannes Sandler (29. ledna 1884 Torsåker – 12. listopadu 1964 Stockholm) byl švédský politik.

## Mládí
Vystudoval filozofickou fakultu Uppsalské univerzity a pracoval jako učitel. Byl také šéfredaktorem deníku Ny Tid, přeložil do švédštiny Kapitál a založil vzdělávací organizaci Arbetarnas bildningsförbund.

## Politická kariéra
Vstoupil do sociálně demokratické strany, v roce 1912 se stal poslancem Riksdagu a v roce 1918 ministerským radou. Byl autorem marxisticky orientovaného programu strany. Roku 1920 se stal ministrem financí, zastával také funkce ministra bez portfeje a ministra obchodu. Poté, co předseda vlády Hjalmar Branting v lednu 1925 odstoupil ze zdravotních důvodů, stal se Sandler švédským premiérem, i když měl pouze 41 let a nebyl předsedou strany. Ve funkci vydržel pouze rok, pak vedl švédský statistický úřad. 
V roce 1934 zastával funkci předsedy valného shromáždění Společnosti národů. V letech 1932 až 1936 a 1936 až 1939 byl ministrem zahraničí ve vládě Pera Albina Hanssona. Po vypuknutí zimní války požadoval vyslání švédských vojáků na pomoc Finsku s tím, že by působili pouze v týlu a do bojů se nezapojili, vláda se však rozhodla pro striktní neutralitu a Sandler na protest odstoupil z funkce.
Po odchodu z vlády byl krajským hejtmanem v Gävleborgu, po skončení druhé světové války vedl komisi vyšetřující fungování švédské tajné války. V letech 1947 až 1960 byl zástupcem Švédska u Organizace spojených národů. Roku 1954 byl přijat do Královské švédské akademie věd.

## Osobní život
Byl synem Johana Sandlera, ředitele venkovské školy ve Västernorrlandu a poslance za Stranu liberální koalice. Jeho manželkou byla od roku 1909 Maja Sandlerová, rozená Lindbergová, která proslula jako organizátorka pomoci pro válečné sirotky. Jeho zálibou byla hudba, věnoval se také kryptografii, o níž napsal vědeckou práci.